# إد مان
إد مان (بالإنجليزية: Ed Mann)‏ هو فنان إيقاعي وموسيقي أمريكي، ولد في 14 يناير 1954.

## وصلات خارجية
- إد مان على موقع IMDb (الإنجليزية)
- إد مان على موقع ميوزك برينز (الإنجليزية)
- إد مان على موقع ديسكوغز (الإنجليزية)